# 张谷英村
张谷英村位于湖南省岳阳市以东的渭洞笔架山下，地处岳阳县、平江县、汨罗市三县市交汇处，距离长沙市、岳阳市分别约150公里和70公里，为中国保存最为完整的江南民居古建筑群落，至今已存在了500多年。2001年6月25日被公布为全国重点文物保护单位，2003年被评为中国历史文化名村。
张谷英村为汉族聚居群落。整个建筑群由当大门、王家塅、上新屋三大群体组合而成。古建筑群始建于明嘉靖41年，清代两次续建。现有巷道62条，天井206个，总建筑面积达5万多平方米，共有大小房屋1732间。总体布局依地形呈“干技式”结构，主堂与横堂皆以天井为中心组成单元，各个单元自成庭院，各个庭院贯为一体。其最大特点是排水设施完整，采光、通风、防火设施完备。

## 景观

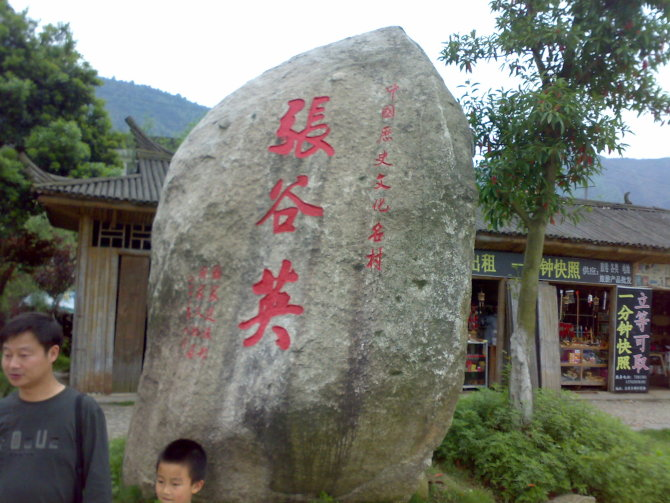
石碑
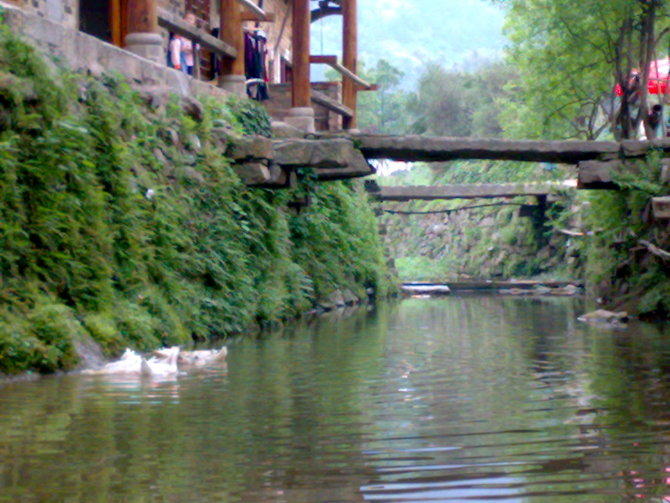
穿梭于民居间的河流
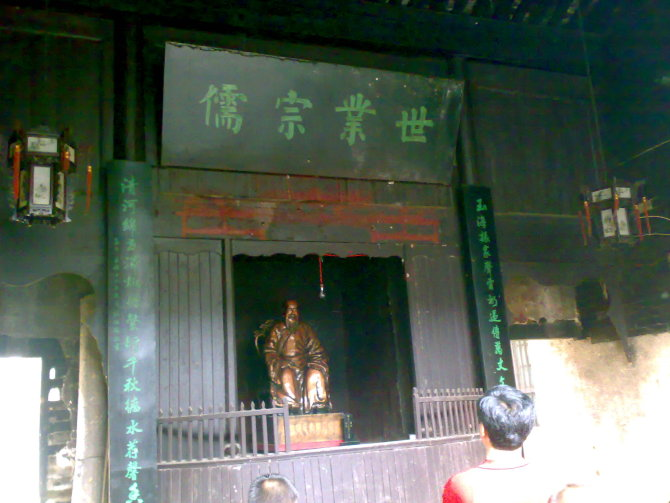
“永振家殸”牌匾
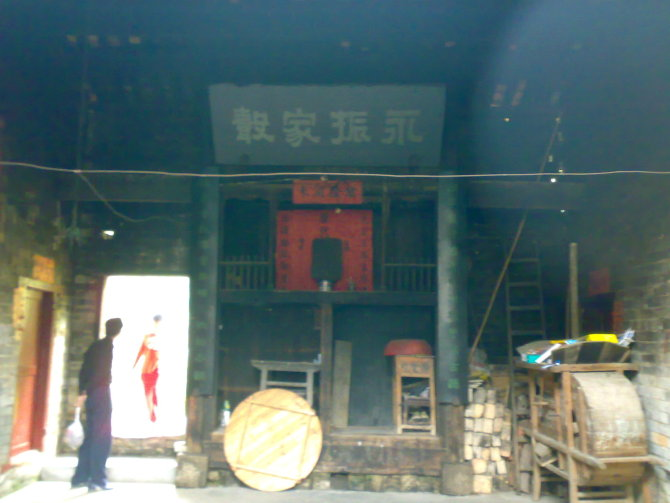
“事業宗儒”牌匾
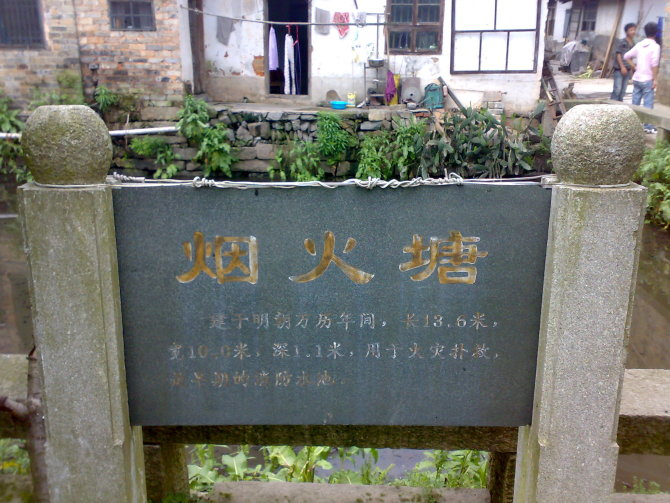
“烟火堂”（灭火池）